# Jordão
Jordão là một đô thị thuộc bang Acre, Brasil. Đô thị này có diện tích 6696 km², dân số năm 2007 là 3977 người, mật độ 0,59 người/km².